# 中华人民共和国第十四届冬季运动会开幕式
中華人民共和國第十四屆冬季運動會開幕式是中華人民共和國第十四屆冬季運動會的開幕式，於北京時間2024年2月17日下午八時在內蒙古冰上訓練中心速度滑冰館舉行。

## 創作團隊
在十四冬被宣佈延期前，2020年版本的開幕式已作排練並在2020-2023年間舉行多次公演，以下列出的僅為2024年版本的創作團隊：
- 總導演：沙晓岚、杨嵘[1]
- 為融合“簡約、安全、精彩”的辦賽要求，開幕式共有約800名演員[2]

## 前期準備
- 於開幕式舉行前一個月，制作团队已完成对场地的搭建、节目的编排、设计制作视觉效果与电视转播準備工作，並開展開幕式場內彩排。[3]
- 2月15日，組委會舉行最后一次全要素彩排。[4]

## 開幕式主題
時長80分鐘的十四冬開幕式主題為“燃情冰雪，筑梦北疆”。

## 資料來源
1. ↑  张宽. . 吉林日報. 2024-02-17  [2024-02-17]. （原始内容存档于2024-02-17）.
2. ↑  周默. . 紫荊號. 央視新聞. 2024-02-17  [2024-02-19]. （原始内容存档于2024-02-19）.
3. ↑  杨晓凡. . 央廣網. 2024-02-17  [2024-02-17]. （原始内容存档于2024-03-30）.
4. ↑  . 中國網 (央视新闻). 2024-02-16  [2024-02-17]. （原始内容存档于2024-03-31）.
5. ↑  田洁; 弓学文; 丰佳佳. . 國家體育總局. 中国体育报.   [2024-02-17]. （原始内容存档于2024-02-17）.